# Боранбаева, Назгуль Сериковна
Назгуль Сериковна Боранбаева (род. 27 июля 1985) - казахстанский боксёр.

## Карьера
Воспитанница астанинского бокса. Тренер - ее отец Боранбаев Серик Ерикович (ЗТРК) 
В 2006 году окончила гуманитарный колледж Астаны по специальности физическая культура.
В 2010году окончила Казахстанскую Академию Туризма и спорта (факультет Бокса и Восточных Единоборств)
Мастер спорта Международного класса по боксу и кикбоксингу. 
Двукратный бронзовый призёр чемпионата мира Индия-2006г, Барбадос-2010г. 
Серебряный призёр чемпионата Азии 2010 года. С 2006 по 2010 года являлась Капитаном команды Сборной РК.
В 2010году вышла замуж, воспитывает 4х детей. 
Сёстры Назгуль - Алия и Наргуль - Чемпионы Мира по Кикбоксингу в Греции-2003г., Бронзовые Призёрши Чемпионата Мира в 2007г.Сербия.  Мастера Спорта РК по боксу и Международные Мастера Спорта по кикбоксингу. 
Алия Шагатова (Боранбаева), 1983г.р. является первопроходцем женского бокса на мировой арене. В 2002году на Чемпионате Мира в г. Анталия она была единственным участником представляющим РК. Чемпионка Международного турнира в г. Москва- 1998г. "Олимпийские Надежды". Бронзовая Призерша Чемпионата Мира в Париже-2005г. Многие годы Алия работала в Службе Охраны Президента, многодетная мама, воспитывает 5х детей.
Двойняшка Наргуль Абуталипова (Боранбаева), 1985г.р. Обладательница первой золотой медали международного уровня в РК по женскому боксу. Она выиграла сильнейший Турнир в г.Станбул в2008г., Чемпионка Женского Турнира в г. Ступино (Москва) 2008г. Участница Чемпионата Мира Дели-2006г, Нингба (Китай)2008г. и Чемпионата Азии в Гуахати (Индия) 2008г. Мама троих сыновей (Кайсар, Ернар, Касымхан). Предприниматель, управляющий директор и тренер Спортивного Клуба "ABUTALIP" с 2019года. Тренером работает с 2009года. Муж Наргуль - ЗТРК по боксу Канат Абуталипов. Участник ОИ Пекин-2008г. и Лондон-2012. Единственный Чемпион Мира в РК завоевавший титул Чемпионата Мира WBS и получивший Лицензию на Олимпийские Игры Лондон-2012 